# S&W M36
S&W M36は、スミス&ウェッソン（S&W）社が開発した回転式拳銃。1950年の発売当初はチーフスペシャル（英語: Chiefs Special、チーフズ・スペシャルとも）と称されており、モデル・ナンバー制度が導入されたあとでも、通称として残っている。

## 来歴
1940年代、S&W社の技術陣は.38スペシャル弾・5連発のポケットリボルバーの設計に着手した。当時、同社には既に小型リボルバー用としてIフレームがあったものの、これは.38 S&W弾用であり、より強力な.38スペシャル弾の使用に耐えられるものではなかった。このことからIフレームをもとに拡張したJフレームが設計され、それを用いた初の拳銃として開発されたのが本銃である。
この新しい設計は、1950年の国際警察長協会（IACP）の大会で公表された。この場で行われた投票に基づいて、製品名は「チーフスペシャル」と決定された。モデル・ナンバーの「M36」が付与されたのは1957年頃だったため、それ以前の生産分については「プリM36」と通称される。

## 設計
上記のとおり、本銃ではJフレームが採用されており、5連発のシリンダーが用いられている。エジェクターロッドがやや短いため、押しこむだけでは完全に排莢されないことがある。銃身下部にはそのエジェクターロッドを前方から抑える簡易的なフロントロッキングが備えられている。
基本的なトリガーメカニズムは従来の同社製リボルバーと変わらないが、ハンマースプリングに板状のリーフスプリングではなく信頼性の高い弦巻状のコイルスプリングを用いている点が特徴的である。トリガープルは、ダブルアクションでは約7キログラム、シングルアクションでは約1.6キログラムである。リアサイトはフレームトップに彫られたスリットの簡易型。照準の際に上下左右の調整などは出来ないが、引っ掛かる部分が少なく、ホルスターから抜きやすい。
当初は2インチ銃身モデルしかなかったが、1950年12月には3インチ銃身モデルが追加された。また1967年には3インチ銃身モデルにヘビーバレル仕様が追加され、3インチ銃身モデルではこれが標準化した。
グリップも、当初は細いラウンドバットしかなかったが、1952年にはスクエアバットが追加された。ただし携行性が重視されたことから、これでもグリップは比較的小さかったため、必要であればサードパーティ製のカスタムグリップに交換することもできた。

### バージョン

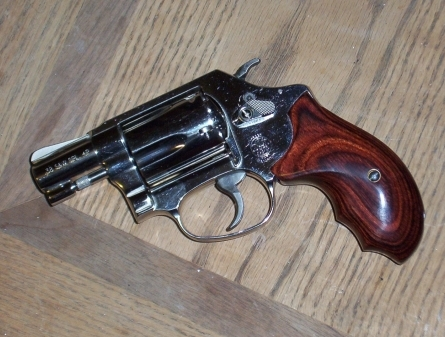
M36-10

本銃は1950年の発表以降、長期間にわたって生産されたことから、順次に改良が重ねられている。
プリM36
「チーフスペシャル」が正式名称だった最初期モデル。フレームは、当初は5スクリュー（ネジ5本留め）タイプであったが、後に4スクリュー（4本留め）、3スクリュー（3本留め）と変遷した。グリップとしてはラウンドとスクエアバットの二種類が生産された。また仕上げも、ブルーとニッケル仕上げの二種類があった。
M36
1957年以降の生産モデル。1962年以降は撃鉄が一部改正され、1966年以降はシリンダーラッチの厚みを増す改正が施された。
M36-1
1967年以降の生産モデル。3インチのヘビーバレル仕様が追加され、1975年以降はヘビーバレルが標準仕様となった。また1982年にはバレル固定用のピンが省略された。
M36-2/3
1988年以降の生産モデル。ヨークの保持機構（yoke retention system）を改正したもののうち、テーパード・バレルを採用したものがM36-2、ヘビーバレルを採用したものがM36-3である。
M36-4/5
1989年に発表された女性向けモデル。ローズウッドのグリップと刻印を施しており、レディスミス（LadySmith, LS）と称される。2インチの標準型バレル版が36-4、3インチのヘビーバレル版が36-5であるが、後者は1992年に販売終了となった。
M36-6
1989年に発表された射撃競技向けモデル。3インチのフルラグバレルを採用している。
M36-7/8
1990年に発表された射撃競技向けモデル。M36-6と比して、サイト幅を見直すとともにバレル長もわずかに短縮している。標準型バレル版が36-7、ヘビーバレル版が36-8である。
M36-9
1996年に発表されたモデル。新開発のJマグナム・フレームを採用することで、強装弾である.38スペシャル+P弾の運用に対応した。インターナルロックにも改正を加えているほか、ハンマーやトリガーに金属粉末射出成型法を導入しており、1997年からはシリンダーラッチにも導入した。1999年、通常の生産ラインから外された。
M36-10
2001年に発表されたモデル。レディスミス仕様を元にインターナルキーロックを導入している。またその後も、これを元にした特別仕様が若干数販売されている。

## 派生型
本銃は、Jフレームの初量産銃だったこともあり、非常に多彩な派生型が開発された。

### 素材による差異

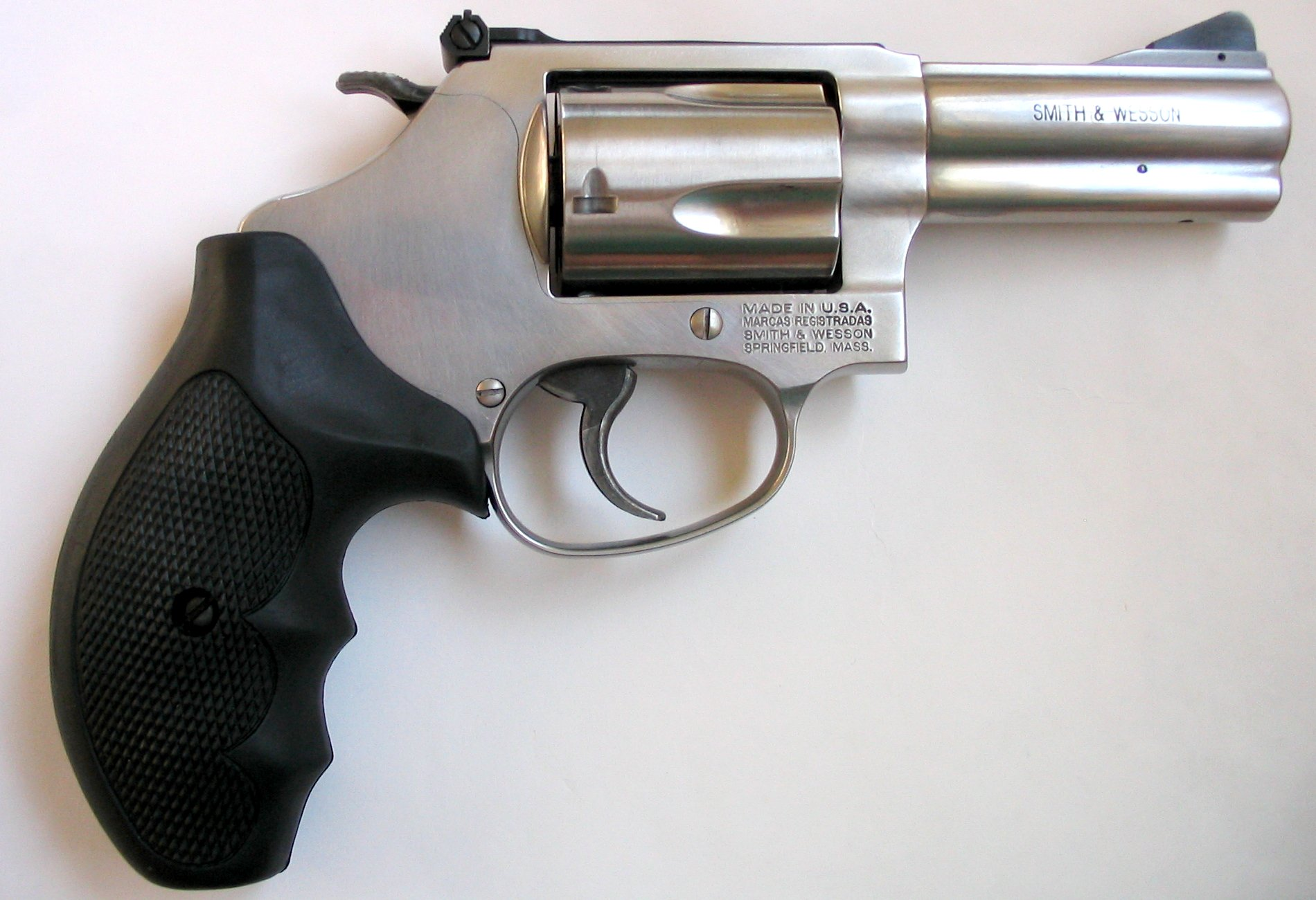
M60-10

コンベンショナルなM36が炭素鋼製であるのに対し、下記のような素材を採用したバリエーションがある。
アルミニウム合金
まず1951年に、全面的にアルミニウム合金製とすることで重量305グラムと驚異的な軽量化を実現したチーフスペシャル・エアウェイトが登場し、3,777丁が生産された。しかしシリンダーの強度不足から亀裂を生じる例が報告されたことから、1954年にシリンダーのみ炭素鋼製に変更して生産が再開された。M36をもとにしたモデルにはM37のモデルナンバーが付与されている。
ステンレス鋼
1965年より、まずM36をもとにフレームをステンレス鋼としたM60が生産されており、これは拳銃の主要パーツをほぼ全てステンレスとした世界初の市販モデルでもあった。M36と歩調を揃えてバージョンアップしてきており、1996年より生産を開始したM60-9では、Jマグナム・フレームを採用することで.357マグナム弾の使用にも対応した。
スカンジウム合金
2001年に、フレームをスカンジウム添加アルミニウム合金、シリンダーをチタン製としたモデルが発表された。M60をベースとしたDA/SA仕様がM360、M640をベースとしたセンチニアル仕様がM340のモデルナンバーを付与されている。

### 撃発機構の設計による差異

#### センティニアルシリーズ
(M40,  M42,  M&P M340,  M442,  M640,  M642,  M940,  M942)
コンシールドキャリーに備えて引っ掛かりをなくすため、ハンマーをフレーム内に内蔵したダブルアクションオンリーモデル。グリップ後面にはグリップセフティも追加されており、レモンスクイーザーと通称される。1952年にスチールフレームのセンティニアル（後にM40のモデルナンバーを付与）とアルミニウム合金製のセンティニアル・エアウェイト（後にM42のモデルナンバーを付与）が発表されたほか、後にスカンジウム合金製フレーム、及びマットブラックフィニッシュの施されたアルミ合金フレームをそれぞれ持つM&P M340、M442、ステンレス製としたM640およびM642、更に9x19mmパラベラム弾の使用に対応したM940およびM942も開発された。現在、各モデルによって、シリンダーにクリップを使用するためのカットが設けられたモデル、スカンジウム合金フレーム、ファイバーフロントサイトを備えたPDモデル、レーザーグリップを備えたクリムゾントレースモデル、バレル下部からトリガーガード前方にかけてレーザーサイトシステムを備えたレーザーマックスモデル、ピンクグリップモデル、インターナルセーフティやキーロックセーフティの無いモデル等、細かいバリエーションがそれぞれ展開されている。

#### ボディーガードシリーズ

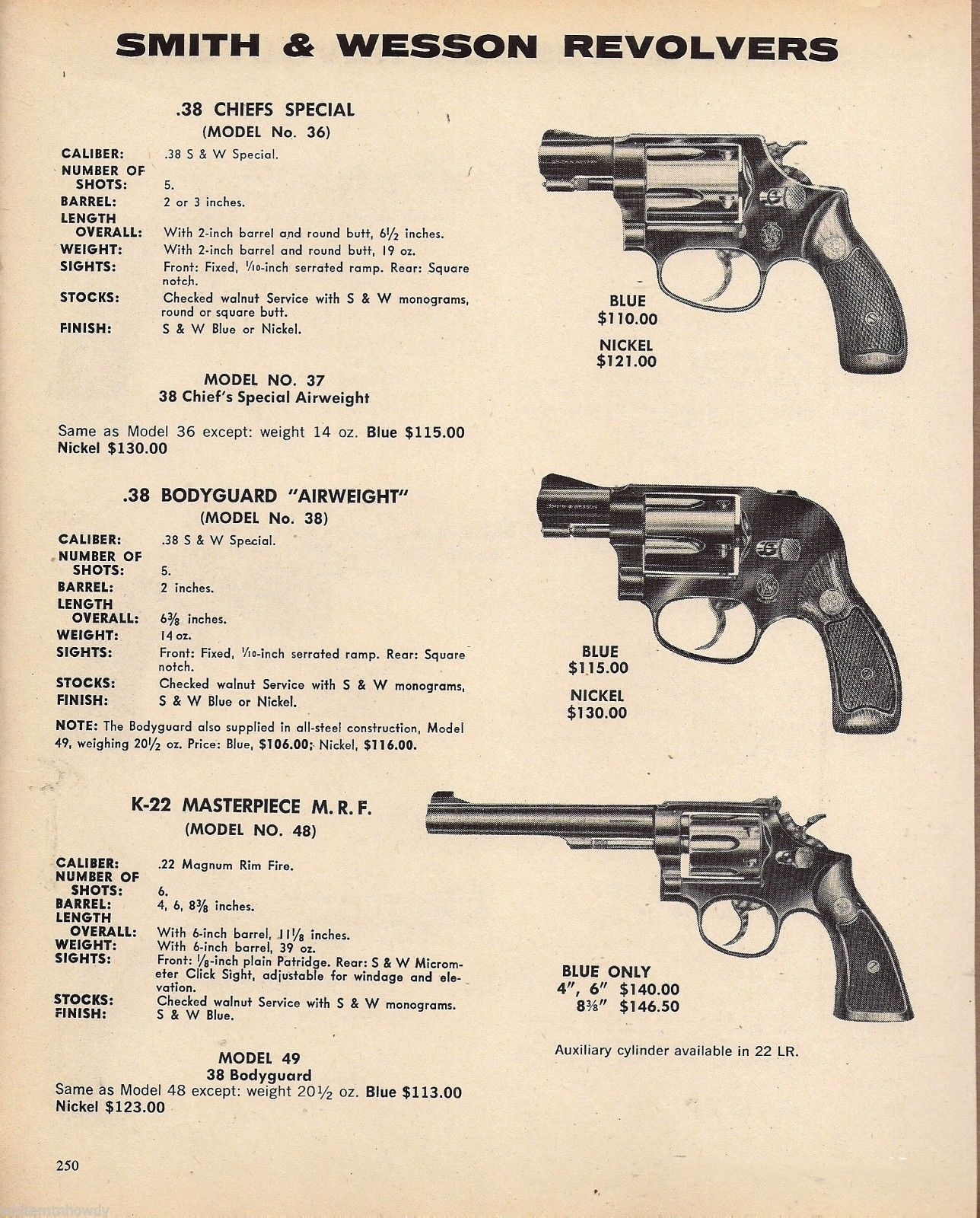
元になったM36、M48とともに1976年にS&Wから発行されたカタログを飾るM38

(M38,  M49,  M638,  M649,  M&P Bodyguard.38)
フレーム後端部を延長してシュラウドとし、頂部を除くハンマーほぼ全体をフレーム内に挟み込んだキャメルハンプというハンマーを備えたモデル。センティニアルと異なり、ハンマー頂部は露出しているため、コッキングしてシングルアクションでの射撃も可能である。
まず1955年にアルミニウム合金製のボディーガード・エアウェイト（後にM38のモデルナンバーを付与）が開発され、1959年にはスチールフレームのM49 ボディーガード、さらにその後アルミ合金フレームにステンレスシリンダーを持つM638、.357マグナム弾の使用も可能なステンレス製のM649も登場した。キャメルハンプを廃して作動方式をセンティニアルの様にダブルアクションオンリーに変更し、キャメルハンプのあった位置に左右どちらの利き手でも使いやすいアンビデクストラウスサムピースが設けられたM&P ボディーガード.38というモデルも登場している。又、センティニアルシリーズ程では無いが、各モデルによって、クリムゾントレースモデル、レーザーマックスモデル、ピンクグリップモデル等がそれぞれ存在。
なお、ベトナム戦争での「サイゴンでの処刑」で知られるグエン・ゴク・ロアンが使用したのはこのM38である。

## 登場作品

### 映画
『007 オクトパシー』
『10億ドルの頭脳』
『16ブロック』
『F.R.A.T./戦慄の武装警察』
『Mr.&Mrs. スミス』
『NYPD15分署』
『TAXI NY』
『甘い人生』
『イレイザー』
『ガンヘッド』（1989年）
Bバンガーのメンバー・ブーメラン（ドール・ヌイン）がM60チーフスペシャルを主武装として使用する。
『グロリア』
『コマンドー』
モールでの戦闘時にM60が登場する。
『スピード』
M36が登場。不法滞在者のレイ（ダニエル・ビジャレアル）が主人公のジャック・トラヴェン（キアヌ・リーブス）に向けて発砲しようと突きつける。
『ダイ・ハード3』
物語序盤に黒人ギャングに絡まれていたジョン・マクレーン（ブルース・ウィリス）を助けるため、ゼウス・カーバー（サミュエル・L・ジャクソン）がマクレーンの背中に張り付けてあったM60を抜いてギャングたちを威嚇する他、物語終盤にマクレーンがベレッタ 92FSを紛失した際にヘリコプターから敵のSA 341 ガゼルに向けてM36を発砲する。
『裸の銃を持つ男PART33 1/3 最後の侮辱』
『バレット・バレエ』
『ヒート』
現金輸送車の警備員がM38をアンクルホルスターから抜くが、直後にニール・マッコーリーによって射殺されたため、使用されなかった。
『ポリス・ストーリー/香港国際警察』
主人公のチェン・カクー刑事ら香港警察の刑事がスナブノーズモデルを使用。
『ポリス・ストーリー3』
タイ将軍の護衛の1人がM60をチャイバらに対して構える。
『リーサル・ウェポン2/炎の約束』
LAPDのトム・ワイラーがM60を使用。
『藁の楯』
関谷賢示巡査部長が使用。新神戸駅で子供を人質にして暴れていた榊田を射殺する。

### テレビドラマ
『CSI:科学捜査班』
第10シーズン「ラストファイト」にてM60が、コーチMにてM36が登場。
『CSI:マイアミ』
『Dr.HOUSE』
シーズン2「恐れる医師」前編にてホローポイント弾を受けた患者にMRIが可能な事を証明するために研修用の遺体に発砲。
『相棒』
Season6第11話「ついている女」とSeason11第1話「聖域」に登場。後者では展示室の壁にかけてある。
『あぶない刑事』
鷹山刑事（舘ひろし）がM49ボディーガードを、真山刑事（浅野温子）と吉井刑事（山西道広）が2インチモデルを使用。
『科捜研の女』
『刑事7人』
第3シリーズにて天城ら第11方面本部準備室の専従捜査官達がM360Jを使用する
『ハロー!グッバイ』
小宮刑事（賀来千香子）が使用。
『刑事貴族』
志村刑事（黒木瞳）、青木刑事（高樹沙耶）、芝刑事（鳥越マリ）ら代官署刑事課の女性捜査員が使用。
『コールドケース 迷宮事件簿』
『ゴリラ・警視庁捜査第8班』
伊達健（舘ひろし）が使用（パックマイヤー・ラバーグリップ装着）。
『ザ・シールド ルール無用の警察バッジ』
『好好!キョンシーガール〜東京電視台戦記〜』
『スーパーロボット レッドバロン』
制式拳銃としてSSI隊員が装備。また、宇宙鉄面党の幹部である紅博士も使用。
『西部警察』
『フライング・コップ 知能指数0分署』
『古畑任三郎』
『ベイシティ刑事』
河合刑事（石川秀美）が使用。

### 漫画・アニメ
『GAZER』
『S -最後の警官-』
『学園黙示録 HIGHSCHOOL OF THE DEAD』
M37が登場。小室孝が死亡した警察官が所持していたものを拝借して使用し、後に孝と同行する平野コータに渡されて使われる。また床主大橋などに展開した警察官らもM37を使用し、「奴ら」に対して発砲する。
他にニュース映像内で埼玉県警察の警官らが拳銃を発砲する場面があるが、こちらはM37か不明。
『金田一少年の事件簿』
「剣持警部の殺人」で、M37を犯人が使用。
『黒鷺死体宅配便』
『ゲート 自衛隊 彼の地にて、斯く戦えり』
漫画版にM37が登場。二重橋攻防戦で警官が使用する。
『警部銭形 星屑のレクイエム編』
『攻殻機動隊 STAND ALONE COMPLEX』
『ごきげん!ミコちゃん』
『こちら葛飾区亀有公園前派出所』
両津勘吉が作品初期に使用。シリアルナンバーがNo.2345678の物を使用していたが、2巻3話「12月24日雪…の巻」にて子供に分解された挙句引き金と撃鉄を含む複数のパーツを紛失し、それ以降は用いていない。
『ゴルゴ13』
ゴルゴ13が2インチモデルを、S&W M10 2インチ、S&W M19 2.5インチとともに愛用。
『死舞能』
『ザ・ファブル』
真黒組若頭の海老原剛士が愛用。
『はみだしっ子』
「山の上に吹く風は」（Part10）で銀行強盗犯のジョイがM36を所持。警備員2名を射殺した後、自決に使用する。以後のシリーズで主要人物の間を次々と渡り歩く重要な小道具となる。
『犯罪交渉人 峰岸英太郎』
『未来警察ウラシマン』
壊れたM36をマグナブラスターという光線銃に改造している。ただし、原形はとどめていない。
『めだかボックス』
『ルパン三世シリーズ』
次元大介が『パイロットフィルム』にて「コルト・エグゼクチブ」という架空の銃を使用しており、S&Wのマークが付いていることと5連発であることからM36 3インチがモデルと思われる。
『ラディカルC.C.』
『老後に備えて異世界で8万枚の金貨を貯めます』
小説やコミックでは38口径のリボルバーとしか明示されていないが、アニメ版では主人公ミツハ（山野光波）が主力拳銃やサブ・コンパクト・ピストルの弾詰まり対策のサブ・ウエポンとしてM940を装備している。

### ゲーム
『バイオハザード RE:2』
SLS60の名称でM49のステンレスモデルに当たるM649が登場し、主人公の一人であるクレア・レッドフィールドが初期武装として装備。グリップ前面にグリップアダプターが装着されており、弾薬も9x19mmパラベラム弾に対応している等、ある程度のカスタムが成されている模様。又、道中入手出来る強化パーツ一式（ラバーグリップ、ブルバレル、ノンフルーテッドシリンダー）と組み合わせる事で更にカスタムが施され、より強力な.357マグナム弾が使用可能となる。

### 小説
『撃鉄の心臓 (Novel 0)』
『深夜プラス1』
元シークレット・サービスのハーヴェイ・ロヴェルが使用。グリップを調整しただけで余計な改造をしていないM36が主人公のモーゼルC96と対比される。
『緋弾のアリア』
『モンスター・クラーン』
主人公の咲夜がM36 チーフススペシャルを使用。
『ノーブルウィッチーズ』
サマンサ・スペードが使用